# Ентрена
Ентрена (шп. Entrena) град је у аутономном региону Риоха (Шпанија).

## Становништво
| 1981. | 1991. | 2001. |
| ----- | ----- | ----- |
| 1.167 | 1.107 | 1.155 |